# Cecilia Bartoli

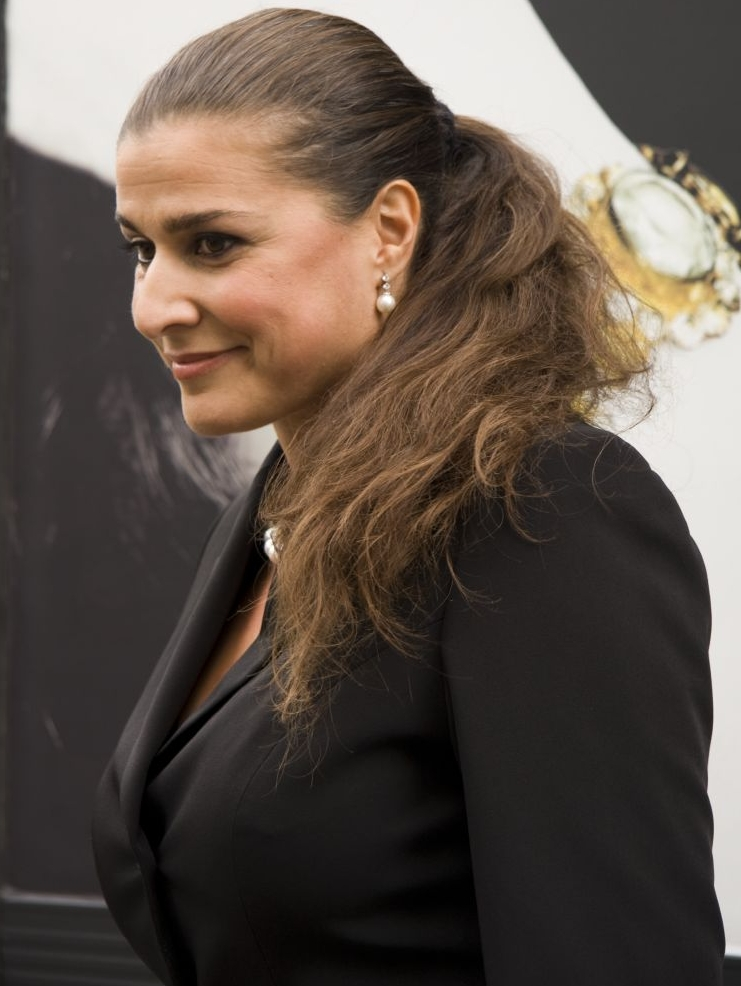
Cecilia Bartoli (2007)

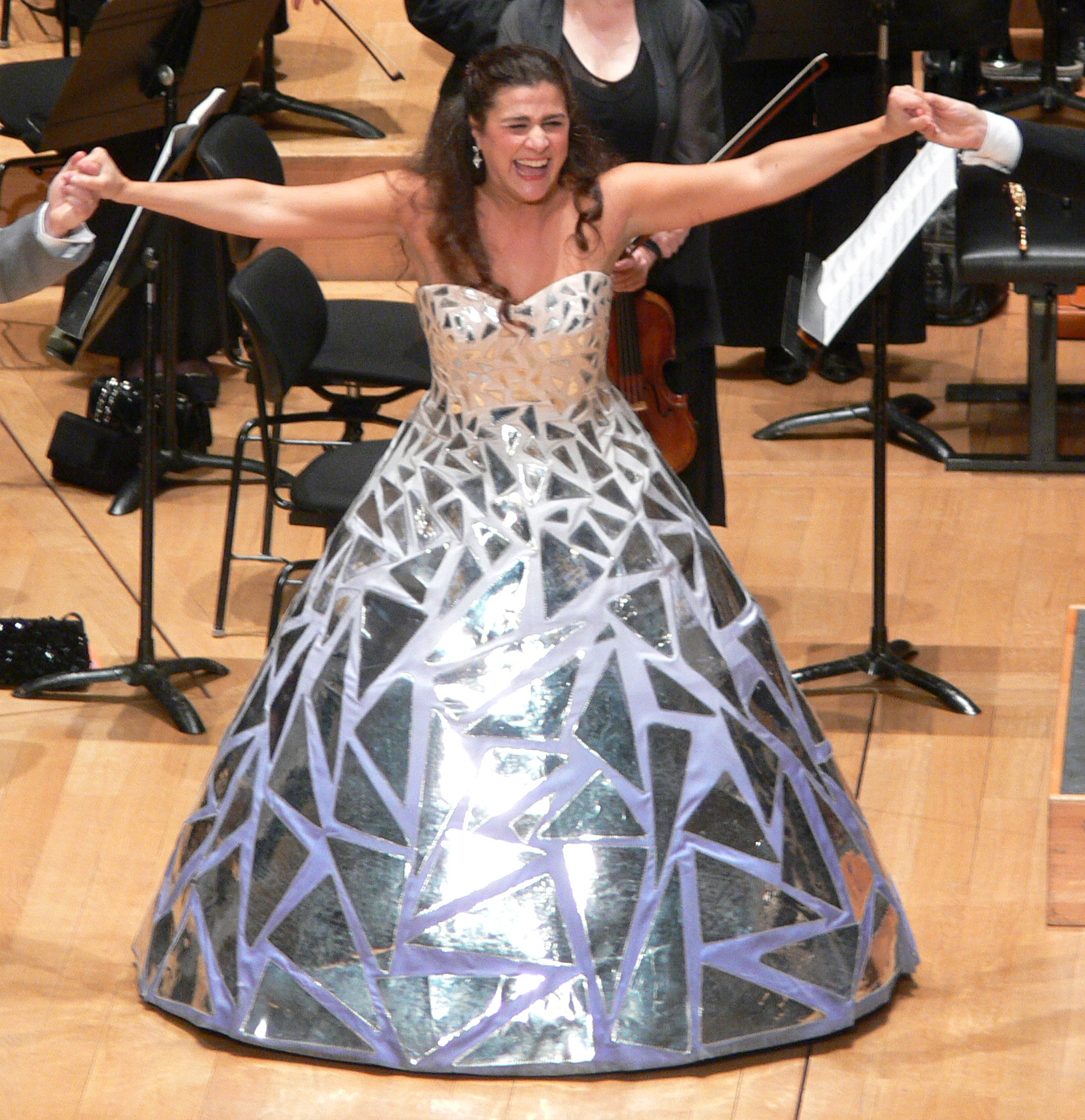
Nach einer Aufführung von La Cenerentola, Salle Pleyel, Paris, 2008

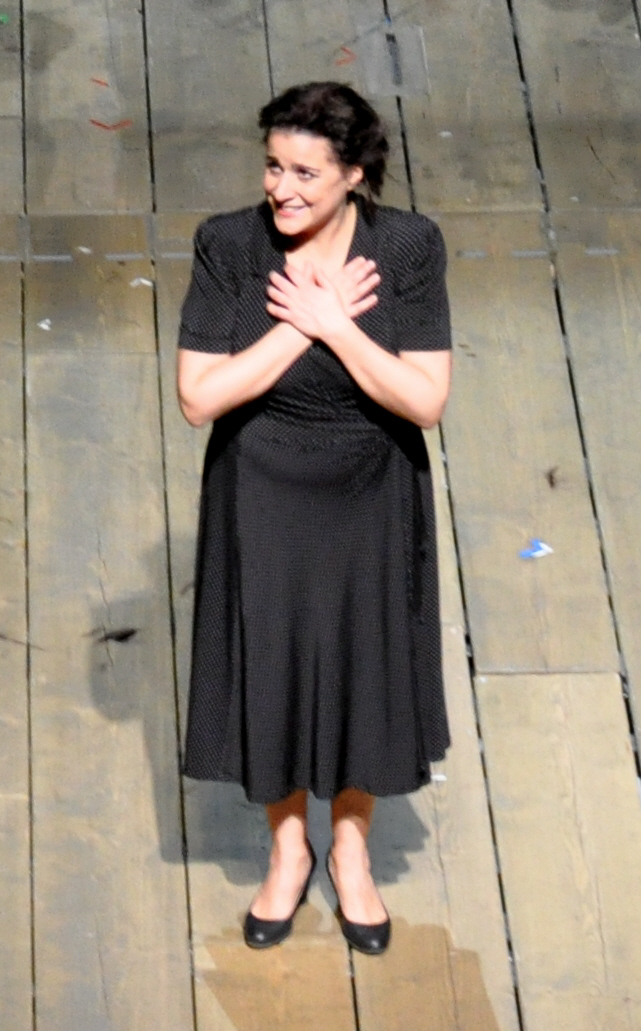
Salzburg, 2013

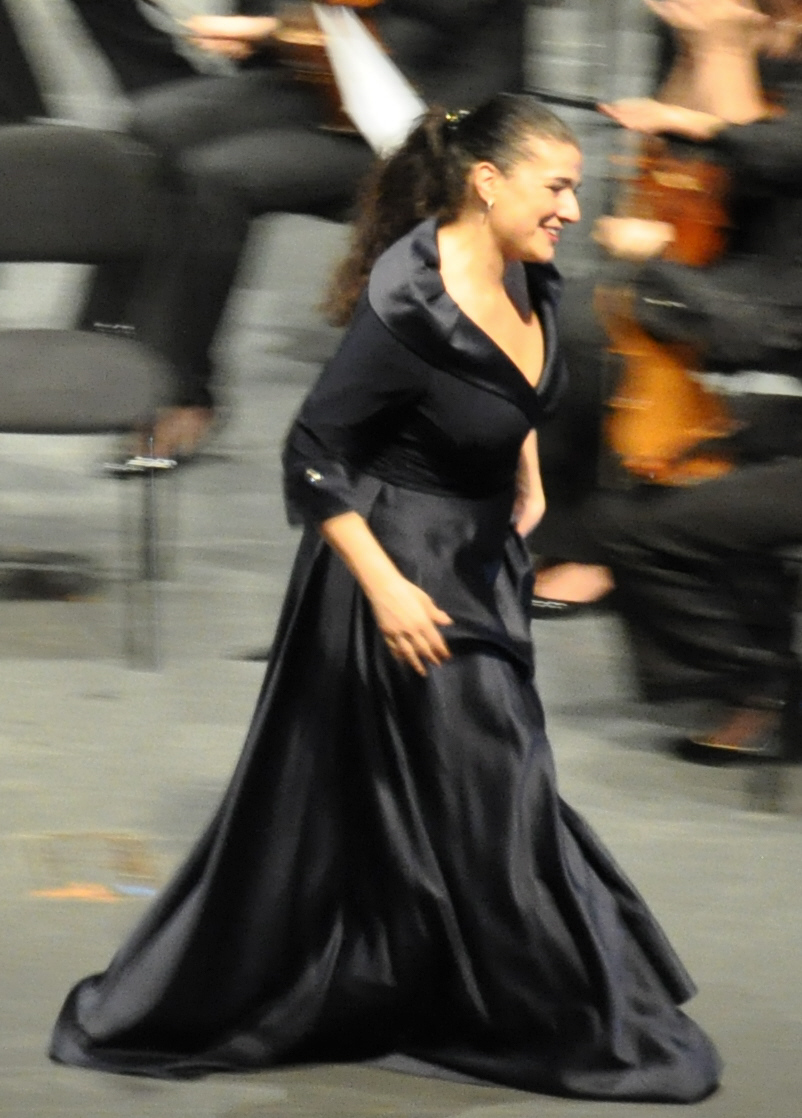
Salzburg, 2013

Cecilia Bartoli  [tʃeˈtʃiːlja ˈbartoli] (* 4. Juni 1966 in Rom) ist eine italienisch-österreichische Opernsängerin. Sie ist ein Koloratur-Mezzosopran und besitzt einen Stimmumfang von über zweieinhalb Oktaven. Seit 2012 leitet sie die Salzburger Pfingstfestspiele. Seit 2023 amtet sie als Direktorin der Opéra de Monaco, dem Opernhaus des Fürstentums Monaco.

## Leben
Cecilia Bartolis Eltern – Pietro Angelo Bartoli und Silvana Bazzoni – waren beide Opernsänger. Ihre Mutter gab der Kinder wegen eine vielversprechende Solokarriere als Sopranistin auf; sie sang fortan im Chor der römischen Oper und widmete sich ihren drei Kindern Gabriele, Cecilia und Federica. Die Ehe der Eltern zerbrach. Der Vater führte seine Karriere als Tenor in Rimini fort, hatte dort aber nur mittelmäßigen Erfolg.
Die Mutter erkannte früh das große Talent ihrer Tochter Cecilia. Diese hingegen wollte zunächst Fremdenführerin oder Flamencotänzerin werden. Ihre Mutter überzeugte sie schließlich, ihr Talent zum Singen zu pflegen, und erteilte ihr, als sie etwa 16 Jahre alt war, die ersten Gesangsstunden. Mit 17 begann sie das Musikstudium an der Accademia Nazionale di Santa Cecilia in Rom; in dieser Zeit blieb Silvana Bazzoni weiterhin ihre einzige Gesangslehrerin.
Cecilia Bartoli lebt in Zollikon und ist seit 2011 mit dem Schweizer Bariton Oliver Widmer verheiratet.

### Werdegang
Ihren ersten Auftritt auf einer Bühne hatte Cecilia als Neunjährige in Puccinis Tosca als Hirtenknabe in Rom. 1985, im Alter von 19 Jahren, trat Cecilia Bartoli in einer Talentshow im italienischen Fernsehen auf. Sie belegte lediglich den zweiten Platz, dennoch erregte sie Aufmerksamkeit. Sie debütierte im Alter von 19 Jahren als Rosina in Rossinis Barbier von Sevilla an der Oper ihrer Heimatstadt.
Der internationale Durchbruch gelang ihr 1988 mit ihrem Auftritt an der Pariser Oper zur Hommage an Maria Callas, der die Dirigenten Herbert von Karajan, Daniel Barenboim und Nikolaus Harnoncourt auf sie aufmerksam machte. Herbert von Karajan lud sie nach Salzburg ein, wo sie mit ihm Bachs Messe in h-Moll einstudierte. Da Karajan 1989 starb, kam es nicht zur Aufführung. Unter Leitung von Daniel Barenboim und Nikolaus Harnoncourt spezialisierte sie sich auf Mozart-Rollen und weniger bekannte Werke aus dem Barock und der frühen Klassik und wurde rasch international bekannt. Mit der Partie der Zerlina trat sie im März 1993 in der Mailänder Scala im Don Giovanni auf (Dirigenten: Riccardo Muti, Philippe Auguin), im August 1994 bei den Salzburger Festspielen (unter Daniel Barenboim). Im Jahre 1996 debütierte sie in der Metropolitan Opera als Despina in Mozarts Così fan tutte. Im folgenden Jahr sang sie dort die Titelpartie in Rossinis La Cenerentola.
Zu ihren neueren Partien gehören die Fiorilla in Rossinis Turco in Italia im Royal Opera House Covent Garden, Cleopatra in Händels Giulio Cesare unter Marc Minkowski, Semele unter William Christie im Opernhaus Zürich und die Titelrolle in Halévys Clari unter Ádám Fischer, ebenfalls in Zürich. 2007/08 widmete sich Cecilia Bartoli der großen Sängerin Maria Malibran (1808–1836). Im Jahre 2009 beschäftigte sie sich in ihrem Projekt Sacrificium mit der Geschichte der Kastratensänger und nahm eine CD mit Arien auf, die für Kastraten geschrieben waren. Im Juni 2010 sang sie erstmals die Titelpartie in Bellinis Norma unter dem Dirigenten Thomas Hengelbrock konzertant im Konzerthaus Dortmund.
Cecilia Bartoli singt weiterhin regelmäßig in den größten Konzertsälen und Opernhäusern der Welt. Ihr derzeitiges Stammhaus ist das Opernhaus Zürich.

### Intendantin der Salzburger Pfingstfestspiele

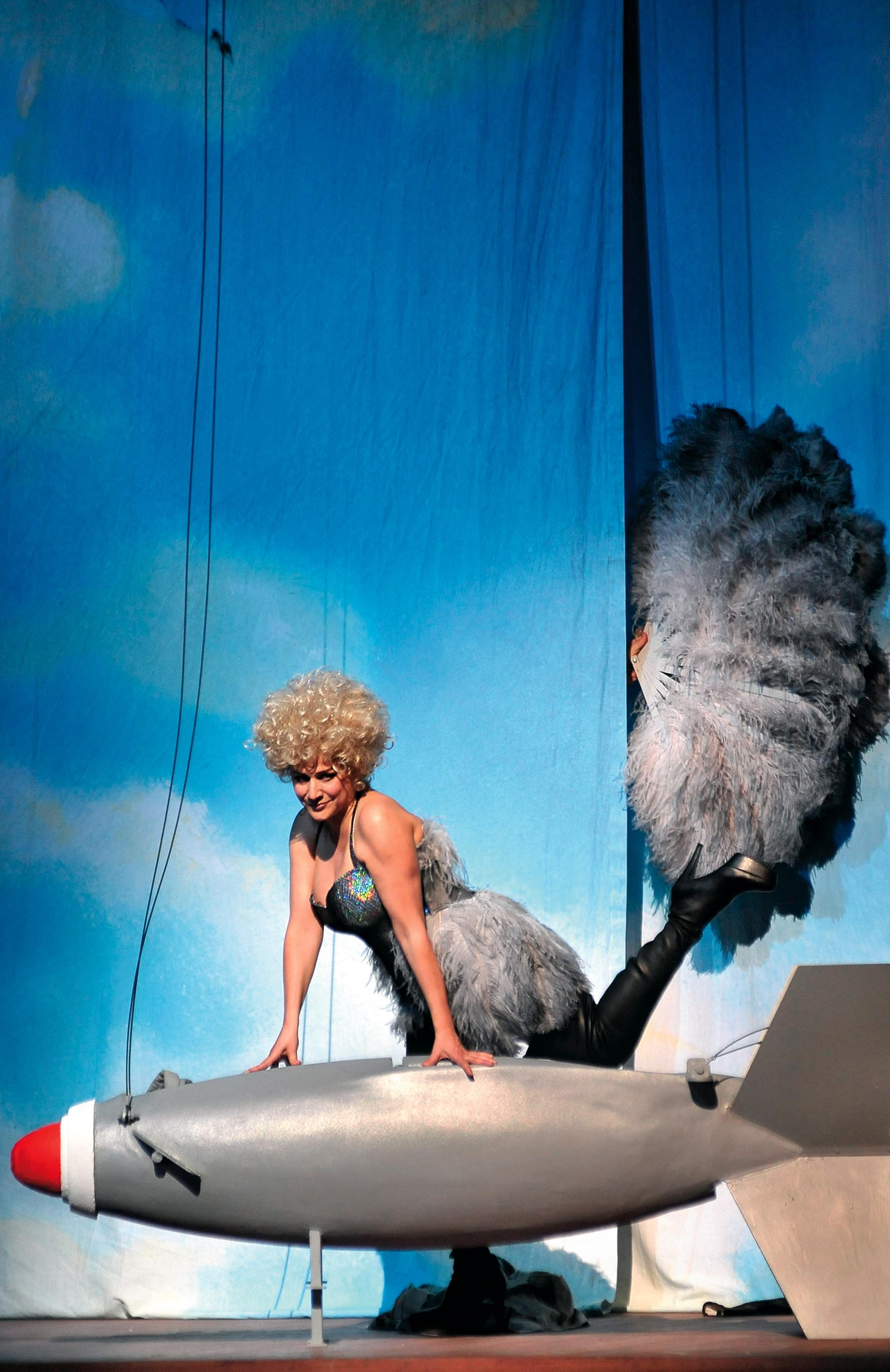
Als Cleopatra bei den Salzburger Festspielen

Seit dem Jahre 2012 leitet Bartoli die Salzburger Pfingstfestspiele und feierte gleich in der ersten Spielzeit – als Cleopatra in Giulio Cesare in Egitto – einen veritablen Triumph. Im Jahre 2013 hat sie dort die Titelpartie von Bellinis Norma erstmals in einer szenischen Aufführung gesungen (Dirigent Giovanni Antonini, Orchestra La Scintilla, Regie Moshe Leiser und Patrice Caurier). 2014 sang sie in Salzburg sowohl die Cenerentola als auch die Desdemona in Rossinis Otello. Im Jahre 2015 folgte szenisch Glucks Iphigénie en Tauride und konzertant Händels Semele (beide mit den Barocchisti unter Diego Fasolis). 2016 sang sie die Maria in Leonard Bernsteins West Side Story und hatte kritische Rezensionen, Gustavo Dudamel dirigierte das Orquesta Sinfónica de la Juventud Venezolana Simón Bolívar.
Giulio Cesare, Norma, Cenerentola und die Iphigénie wurden auch jeweils in das Sommerprogramm der Salzburger Festspiele übernommen, Norma zweimal (2013 und 2015), jedes Mal ausverkauft. Zumeist dankte das Salzburger Publikum der Künstlerin mit Standing Ovations.
Im Jahre 2019 wurde ihr Vertrag als künstlerische Leiterin der Pfingstfestspiele bis 2026 verlängert.

### Arbeitsweise
Cecilia Bartoli spricht außer Italienisch auch Englisch, Französisch und Spanisch, singt jedoch am liebsten in ihrer Muttersprache, weil hier ihr Sprachgefühl am sichersten ist. Sie sagt von sich, dass sie immer danach strebe, sich weiterzuentwickeln, das Repertoire zu erkunden und es ständig aus neuen Perspektiven zu sehen. Wichtig für sie sei, in bekannten Werken immer wieder etwas Neues zu entdecken.
Cecilia Bartoli studierte Originalpartituren vergessener Komponisten und Opern und macht Anpassungen für die Interpreten, wie sie im 19. Jahrhundert üblich waren, wieder rückgängig, zum Beispiel in Bellinis Norma. Weiterhin bemüht sie sich um den historischen Originalklang mit Ensembles, die alte Instrumente spielen (bspw. Concentus Musicus Wien, Il Giardino Armonico, Orchestra La Scintilla u. a.), wobei auch der Tatsache Rechnung getragen wird, dass Ensembles wie das typische Barockorchester bis zum 18. Jahrhundert kleiner als heutige Orchester waren.
In ihrem Album St Petersburg widmet sie sich der Barockmusik am russischen Hof.

### Kritiken
Ihre Stimme ist in der Presse Gegenstand kontroverser Einschätzungen. Die Sängerin wird für ihre als sehr ausdrucksstark bezeichneten Interpretationen der Musik aus der Zeit der Klassik als auch des Belcanto hervorgehoben, dies sowohl hinsichtlich der sängerischen als auch der schauspielerischen Leistung. Sie wird als eine große Stimme bezeichnet, es wird auch von einer „gesanglich nicht zu übertreffenden Qualität“ gesprochen. Ihre Einspielung der Norma von Bellini wird von Kesting lobend erwähnt. Auch ihre Bearbeitungen des Farinelli-Repertoires werden hinsichtlich ihrer Qualität gelobt. Zahlreiche weitere Publikationen befassen sich teilweise in überschwänglichem Lob mit ihren stimmlichen Qualitäten wie auch ihrer Präsentation. Auch Vergleiche mit Maria Callas werden in den Medien vorgenommen.
Es gibt auch Kritiker, die sich mit ihrer Interpretationsweise nicht nur zustimmend auseinandersetzen, so dass eine Äußerung aus einem Diskussionsforum wiederholt zitiert und in Musikforen wie Zeitungen auch kontrovers diskutiert wird, als 2005 ihre Stimme im Gegensatz zu anderen Beurteilungen als "klein" bezeichnet wurde. Hierzu wird auch eine Äußerung von der Sängerin selbst zitiert: „Aber wenn sie mir sagen: Du musst eine große Stimme haben, non è possible. Das geht nicht … In Italien gibt es Sprichwort. Wir sagen: Non è possible di avere le botte piena e la moglie ubriaca.“ – „Man kann nicht gleichzeitig das Fass voll und die Ehefrau betrunken haben wollen.“
Ihr Engagement für die Barockmusik und insbesondere auch ihre Ausarbeitung und Präsentation des Themenkomplexes des Kastratengesanges wurde teilweise ablehnend beurteilt. Es wurde geschrieben, dass ihre Interpretationsweise und ihre Stimme wenig geeignet sei, den Gesang der Kastraten nachzuempfinden. Auch ihre Selbstdarstellung auf der CD-Hülle mit ihrer Ausarbeitung des Themenkomplexes um Farinelli wurde mit dem Eurovision-Song-Contest-Gewinner Conchita Wurst in Verbindung gebracht. Zudem erfährt sie wegen ihrer Schwerpunktlegung auf Barock-Interpretation bei Anhängern des Belcanto vereinzelt Ablehnung, wie in Mailand 2012.

## Cecilia-Bartoli-Musikstiftung
Im Jahre 2007 wurde die Cecilia-Bartoli-Musikstiftung gegründet, die sich ganz allgemein der Förderung von Musik widmet, unter anderem der Erforschung, Aufführung und Verbreitung von Musik, dem Aufbau von Sammlungen und Ausstellungen. 2007/08 finanzierte sie eine mobile Ausstellung in einem Sattelzug über die Opernsängerin Maria Malibran als Begleitung ihrer Europatournee mit Arien u. a. aus Malibrans Repertoire.

## Diskografie
Studioalben

| Jahr | Titel                      | Höchstplatzierung, Gesamtwochen, AuszeichnungChartplatzierungen (Jahr, Titel, Platzierungen, Wochen, Auszeichnungen, Anmerkungen) | Höchstplatzierung, Gesamtwochen, AuszeichnungChartplatzierungen (Jahr, Titel, Platzierungen, Wochen, Auszeichnungen, Anmerkungen) | Höchstplatzierung, Gesamtwochen, AuszeichnungChartplatzierungen (Jahr, Titel, Platzierungen, Wochen, Auszeichnungen, Anmerkungen) | Höchstplatzierung, Gesamtwochen, AuszeichnungChartplatzierungen (Jahr, Titel, Platzierungen, Wochen, Auszeichnungen, Anmerkungen) | Anmerkungen                                                                              |
| Jahr | Titel                      | DE | AT | CH | FR | Anmerkungen                                                                              |
| ---- | -------------------------- | --- | --- | --- | --- | ---------------------------------------------------------------------------------------- |
| 1997 | A Hymn for the World       | — | — | — | FR12 (5 Wo.)FR | Erstveröffentlichung: August 1997 mit Andrea Bocelli & Chung Myung-whun                  |
| 1997 | Hits & More                | DE62 (5 Wo.)DE | — | — | — | Erstveröffentlichung: Oktober 1997 mit Luciano Pavarotti, Frank Sinatra & Andrea Bocelli |
| 1999 | Duets                      | DE85 (2 Wo.)DE | — | — | — | Erstveröffentlichung: Februar 1999 mit Bryn Terfel                                       |
| 1999 | The Vivaldi Album          | DE66 (6 Wo.)DE | — | CH— GoldCH | FR57 Gold · (16 Wo.)FR | Erstveröffentlichung: November 1999 mit Il Giardino Armonico                             |
| 2001 | Gluck: Italian Arias       | DE50 (7 Wo.)DE | — | CH82 (1 Wo.)CH | FR41 (18 Wo.)FR | Erstveröffentlichung: September 2001                                                     |
| 2002 | The Art of Cecilia Bartoli | — | — | — | FR53 (14 Wo.)FR | Erstveröffentlichung: Oktober 2002                                                       |
| 2003 | The Salieri Album          | DE33 (12 Wo.)DE | — | CH46 (6 Wo.)CH | FR24 (23 Wo.)FR | Erstveröffentlichung: September 2003                                                     |
| 2004 | Live in Italy              | — | — | — | FR143 (4 Wo.)FR | Erstveröffentlichung: Dezember 2004 mit Jean-Yves Thibaudet                              |
| 2005 | Opera Proibita             | DE16 Gold · (22 Wo.)DE | AT37 (8 Wo.)AT | CH25 (13 Wo.)CH | FR14 Gold · (28 Wo.)FR | Erstveröffentlichung: September 2005                                                     |
| 2007 | Maria                      | DE15 (10 Wo.)DE | AT45 (5 Wo.)AT | CH27 (7 Wo.)CH | FR17 (49 Wo.)FR | Erstveröffentlichung: September 2007                                                     |
| 2008 | La sonnambula              | — | — | — | FR141 (2 Wo.)FR | Erstveröffentlichung: Oktober 2008                                                       |
| 2009 | Sacrificium                | DE21 (13 Wo.)DE | AT28 (7 Wo.)AT | CH13 Gold · (12 Wo.)CH | FR8 Platin · (36 Wo.)FR | Erstveröffentlichung: Oktober 2009                                                       |
| 2010 | Sospiri                    | DE39 (3 Wo.)DE | AT50 (3 Wo.)AT | CH62 (4 Wo.)CH | FR25 Gold · (16 Wo.)FR | Erstveröffentlichung: Oktober 2010                                                       |
| 2012 | Mission                    | DE24 (7 Wo.)DE | AT21 (7 Wo.)AT | CH24 (8 Wo.)CH | FR19 Gold · (27 Wo.)FR | Erstveröffentlichung: September 2012                                                     |
| 2013 | Norma (Bellini)            | DE75 (1 Wo.)DE | AT63 (1 Wo.)AT | CH72 (1 Wo.)CH | FR127 (1 Wo.)FR | Erstveröffentlichung: Mai 2013 mit Sumi Jo, John Osborn & Michele Pertusi                |
| 2014 | St Petersburg              | DE40 (4 Wo.)DE | AT10 (8 Wo.)AT | CH18 (6 Wo.)CH | FR14 (12 Wo.)FR | Erstveröffentlichung: Oktober 2014 mit I Barocchisti & Diego Fasolis                     |
| 2017 | Dolce duello               | DE39 (2 Wo.)DE | AT42 (4 Wo.)AT | CH33 (7 Wo.)CH | FR49 (4 Wo.)FR | Erstveröffentlichung: 10. November 2017 mit Sol Gabetta                                  |
| 2018 | Antonio Vivaldi            | — | AT51 (3 Wo.)AT | CH39 (8 Wo.)CH | — | Erstveröffentlichung: 23. November 2018 mit Ensemble Matheus & Jean-Christophe Spinosi   |
| 2019 | Farinelli                  | DE57 (1 Wo.)DE | AT66 (1 Wo.)AT | CH42 (6 Wo.)CH | — | Erstveröffentlichung: 8. November 2019 mit Il Giardino Armonico & Giovanni Antonini      |
| 2020 | Queen Of Baroque           | — | — | CH60 (1 Wo.)CH | — | Erstveröffentlichung: 27. November 2020                                                  |
| 2021 | Unreleased                 | — | — | CH52 (1 Wo.)CH | — | Erstveröffentlichung: 19. November 2021                                                  |

- Opern
  - Halévy: Clari (2008)
  - Mozart: Don Giovanni (2001)
  - Händel: Rinaldo (2000)
  - Mozart: Mitridate, re di Ponto (1999)
  - Rossini: Il turco in Italia (1998)
  - Haydn: Orfeo ed Euridice (1997)
  - Mozart: La clemenza di Tito (1995)
  - Mozart: Le nozze di Figaro (1994)
  - Rossini: La Cenerentola (1993, 2007)
  - Puccini: Manon Lescaut (1993)
  - Rossini: Il barbiere di Siviglia (1989)
- Orchester-Rezitale
  - Mozart Portraits (1994)
  - Rossini Heroines (1992)
  - Rossini recital (1990)
  - Mozart Arias (1991)
  - Rossini Arias (1989)
- Klavier-Rezitale
  - An Italian Songbook (1997)
  - Chant d’Amour (1996)
  - Italian Songs (1993)
  - Arie Antiche (1992)
- Geistliche Musik
  - Pergolesi: Stabat Mater, Salve Regina
  - Alessandro Scarlatti: Salve Regina f-Moll
  - Mozart: Requiem (1992)
- Kantaten
  - Rossini: Cantatas, Volume 2
- Sammlungen
  - A Portrait (1995)

## Auszeichnungen für Musikverkäufe
| Goldene Schallplatte - Belgien - 2009: für das Album Sacrificium - Niederlande - 1999: für das Album Arie Antiche - 2001: für das Album Live in Italy - 2001: für das Album Gluck: Italian Arias - 2005: für das Album Opera Proibita - 2007: für das Album Maria | Platin-Schallplatte - Niederlande - 2001: für das Album The Vivaldi Album - 2009: für das Album Sacrificium |

Anmerkung: Auszeichnungen in Ländern aus den Charttabellen bzw. Chartboxen sind in ebendiesen zu finden.
| Land/RegionAuszeichnungen für Musikverkäufe (Land/Region, Auszeichnungen, Verkäufe, Quellen) | Gold       | Platin     | Verkäufe | Quellen           |
| -------------------------------------------------------------------------------------------- | ---------- | ---------- | -------- | ----------------- |
| Belgien (BRMA)                                                                               | Gold1      | —          | 15.000   | ultratop.be       |
| Deutschland (BVMI)                                                                           | Gold1      | —          | 200.000  | musikindustrie.de |
| Frankreich (SNEP)                                                                            | 4× Gold4   | Platin1    | 400.000  | infodisc.fr       |
| Niederlande (NVPI)                                                                           | 5× Gold5   | 2× Platin2 | 175.000  | nvpi.nl           |
| Schweiz (IFPI)                                                                               | 2× Gold2   | —          | 40.000   | hitparade.ch      |
| Insgesamt                                                                                    | 13× Gold13 | 3× Platin3 |          |                   |

## Auszeichnungen – Preise
- 2023 Berufstitel Österreichischer Kammersänger[33]
- 2016 Polar Music Prize
- 2015 Ehrenzeichen des Landes Salzburg[34]
- 2014 ECHO Klassik in der Kategorie Operneinspielung des Jahres mit Sumi Jo unter der Leitung von Giovanni Antonini für die Einspielung Vincenzo Bellinis Oper Norma.[35]
- 2014: International Opera Award an die Salzburger Festspiele (Künstlerische Leitung: Cecilia Bartoli) für Norma in der Kategorie Beste Neuproduktion des Jahres 2013[36][37]
- 2013: 49th Record Academy Awards Japan, Gold Award[38]
- 2013: Kulturverdienstorden (Monaco) – Ordre du Mérite Culturel
- 2012: SwissAward in der Kategorie Kultur
- 2012: Herbert-von-Karajan-Musikpreis
- 2012: Ehrenbuchpatin der Gesellschaft zu Fraumünster
- 2011: Mitglied der Kungliga Musikaliska Akademien (Königlich Schwedische Musikakademie)
- 2010: Ehrendoktor des University College Dublin
- 2010: Record Academy Award Japan
- 2010: Händel-Preis der Stadt Halle Saale
- 2010: Léonie-Sonning-Musikpreis
- Italien: „Cavaliere“ und „Accademico Effettivo di Santa Cecilia“[12]
- Frankreich: „Chevalier des Arts et des Lettres“
- London: „Honorary Member“ der Royal Academy of Music
- Grammy in der Kategorie Beste klassische Gesangsdarbietung (2002)
- Bambi (2002)
- ECHO Klassik 2008 – Sängerin des Jahres: Cecilia Bartoli – Maria Malibran: Maria
- ECHO Klassik 2006 – Sängerin des Jahres: Cecilia Bartoli – G. F. Händel, A. Caldara: Opera Proibita[39]
- ECHO Klassik 2004 – Bestseller des Jahres: Cecilia Bartoli – The Salieri Album (Antonio Salieri)
- ECHO Klassik 2002 – Bestseller des Jahres: Cecilia Bartoli – Italian Arias (C. W. Gluck)
- ECHO Klassik 2001 – Sonderpreis (Artist of the Year): Cecilia Bartoli – C. W. Gluck
- ECHO Klassik 2000 – Solistische Einspielung des Jahres (17./18. Jahrhundert): Arnold Schönberg Chor, Il Giardino Armonico, Cecilia Bartoli – The Vivaldi Album
- ECHO Klassik 1994 – Sängerin des Jahres: Cecilia Bartoli – La Cenerentola (G. Rossini), Orchestra e coro des Teatro Comunale di Bologna, Riccardo Chailly
- ECHO Klassik 1994 – Lebenswerk: Liedeinspielung des Jahres: Cecilia Bartoli, András Schiff – Italienische Lieder (L. v. Beethoven, F. Schubert, W. A. Mozart, J. Haydn)

## Partien
- Bellini: La sonnambula (Amina); Norma (Norma)
- Bernstein: West Side Story (Maria)
- Ciampi: Bertoldo, Bertoldino e Cacasenno (Alboino)
- Duruflé: Requiem (Sopran)
- Fauré: Requiem (Sopran)
- Fioravanti: Le Cantatrici villane (Gianetta)
- Gluck: Iphigénie en Tauride (Iphigénie)
- Halévy: Clari (Clari)
- Händel: Kantate Armida abbandonata; Il trionfo del Tempo e del Disinganno (Il Piacere); Giulio Cesare (Cleopatra); Kantate Languia di bocca lusinghiera; Rinaldo (Almirena); Semele (Semele); Ariodante (Ariodante)
- Haydn: Kantate Arianna a Naxos; Armida (Armida); Harmoniemesse (Sopran); L’anima del filosofo, ossia Orfeo ed Euridice (Euridice und Genio); Orlando paladino (Angelica)
- Mozart: Motette Exsultate, jubilate; Così fan tutte (Despina, Dorabella, Fiordiligi); Don Giovanni (Donna Elvira, Zerlina); Idomeneo (Idamante); La clemenza di Tito (Sesto); Le nozze di Figaro (Cherubino, Susanna); Lucio Silla (Cecilio); Mitridate, re di Ponto (Sifare); Requiem (Mezzosopran)
- Paisiello: Nina (Nina)
- Pergolesi: Stabat Mater (Mezzosopran)
- Puccini: Manon Lescaut (Un musico)
- Rossini: Stabat Mater (Sopran II); Le nozze di Teti, e di Peleo (Cerere); Kantate Giovanna d’Arco; Il barbiere di Siviglia (Rosina); Il turco in Italia (Fiorilla); La Cenerentola (Angelina); La pietra del paragone (Marchese Clarice); La scala di seta (Lucilla); Le comte Ory (La Comtesse Adèle, Isolier); L’italiana in Algeri (Isabella); Otello (Desdemona)
- A. Scarlatti: Stabat Mater (Sopran)
- Barock-Pasticcio Donna Abbandonata (Juno, Almira)

## Filme
- Cecilia Bartoli – Maria Malibran. Die Geschichte einer Leidenschaft. Dokumentarfilm, Deutschland, 2008, 53 Min., Regie: Michael Sturminger, Produktion: WDR, Inhaltsangabe von arte.
- Cecilia Bartoli. Die Kunst der Kastraten. Musiksendung mit Il Giardino Armonico, Italien, 2009, 43 Min., Regie: Olivier Simonnet, Produzent: Pierre-Olivier Bardet, ZDF, Erstsendung: 20. Dezember 2009, Inhaltsangabe von arte mit Filmanfang (3:19 Min.).
– als DVD: Cecilia Bartoli. Sacrificium. The Music of the Castrati. „A cinematographic vision“, Italien, 2010, 60 Min. mit 22 Min. Bonusaufnahmen und Beiheft, Produktion: Decca Music, mit deutschen Untertiteln.
Historisch informierte Musikaufführung in und vor historischer Kulisse, dem Königspalast von Caserta bei Neapel, und Cecilia Bartoli mit „Kastraten-Arien“ aus dem Barock.